# A Terra de Trives
A Terra de Trives és una comarca de Galícia situada al nord de la província d'Ourense. Limita amb la comarca de Quiroga al nord, amb les comarques de Valdeorras i de Viana a l'est, amb la comarca de Verín al sud i amb A Terra de Caldelas a l'oest. En formen part els municipis de:

## Municipis (Concellos)
| Municipi (Concello) | Població (2009) | Superfície (km²) | Densitat (hab/km²) |
| ------------------- | --------------- | ---------------- | ------------------ |
| Chandrexa de Queixa | 679             | 171,8            | 4,0                |
| Manzaneda           | 1.028           | 114,6            | 9,0                |
| Pobra de Trives, A  | 2.549           | 84,2             | 30,3               |
| San Xoán de Río     | 759             | 61,1             | 12,4               |
| A Terra de Trives   | 5.015           | 431,7            | 11,6               |

Font: IGE

## Evolució demogràfica
| Any      | 1857   | 1860   | 1877   | 1887   | 1900   | 1910   | 1920   | 1930   |
| -------- | ------ | ------ | ------ | ------ | ------ | ------ | ------ | ------ |
| Població | 14.232 | 14.227 | 14.950 | 15.382 | 15.403 | 15.543 | 15.168 | 15.161 |

| Any      | 1940   | 1950   | 1960   | 1970   | 1981   | 1991  | 2000  | 2009  |
| -------- | ------ | ------ | ------ | ------ | ------ | ----- | ----- | ----- |
| Població | 15.186 | 14.596 | 13.023 | 12.806 | 11.108 | 6.890 | 6.012 | 5.015 |

Font: INE